# Neptis cindia
Neptis cindia är en fjärilsart som beskrevs av John Nevill Eliot 1969. Neptis cindia ingår i släktet Neptis och familjen praktfjärilar. Inga underarter finns listade i Catalogue of Life.